# David Kessler
Pour les articles homonymes, voir Kessler.
Michel David Kessler, né le 24 février 1959 à Boulogne-Billancourt et mort le 3 février 2020 dans le 3e arrondissement de Paris,, est un haut fonctionnaire français, spécialiste des questions culturelles.
Conseiller à la présidence de la République de mai 2012 à juin 2014 (conseiller culture et communication auprès de François Hollande), il était également membre de divers conseils d'administration (dont la présidence de celui de l'Institut d'études politiques de Saint-Germain-en-Laye). Il a aussi été directeur général délégué de Radio France pour la stratégie et les contenus, président du Forum des Images et directeur général du magazine Les Inrockuptibles. En dernier lieu, il était directeur d'Orange Content.

## Biographie

### Famille
David Kessler est le fils de Paul Kessler, physicien, directeur de recherches au CNRS, et de Colette Kessler (1928-2009), universitaire française spécialiste de l'enseignement du judaïsme et cofondatrice du Mouvement juif libéral de France. Il est également le frère aîné du journaliste Emmanuel Kessler, né en 1963.

### Carrière
Ancien élève des lycées Honoré-de-Balzac puis Condorcet, David Kessler entre à l'École normale supérieure de Saint-Cloud en 1977.
Agrégé de philosophie en 1980, puis diplômé d'un DEA de philosophie l'année suivante après une maîtrise sur Baruch Spinoza, il enseigne aux lycées de Rueil-Malmaison (Hauts-de-Seine) puis de Saint-Pol-sur-Ternoise (Pas-de-Calais) entre 1982 et 1987. Il est admis en 1987 à l'École nationale d'administration (ENA, promotion « Liberté Égalité Fraternité »), et se voit affecté à sa sortie de l'école au Conseil d'État.
Il donnera plus tard des cours à l'Institut d'études politiques de Paris (1989-1991), puis à l'ENA (1991-1998).

#### Audiovisuel et médias
De 1994 à 1996, David Kessler est directeur de cabinet puis directeur délégué auprès de Raphaël Hadas-Lebel, directeur général de France 2.
De 1996 à 1997, il est directeur général du Conseil supérieur de l'audiovisuel (CSA),.
De 1997 à 2001, il est conseiller pour la culture et la communication auprès du Premier ministre Lionel Jospin. En 1999, il participe au programme Young Leaders organisé par la French-American Foundation.
Il occupe ensuite les fonctions suivantes :
- 2001-2004 : directeur général du Centre national de la cinématographie (CNC)[2],[9]
- 2004-2005 : conseiller auprès de Marc Tessier pour la stratégie et l'harmonisation des programmes de France Télévisions
- 2005-2008 : directeur de France Culture[2],[10]
- 2006-2009 : président du Conseil supérieur des musiques actuelles (CSMA)[11]
- 2008-2009 : directeur général délégué de Radio France chargé de la stratégie et des contenus[2],[12] ; et aussi, président du Forum des Images
- 2009-2011 : conseiller, chargé de la culture, de l'éducation, de l'enseignement supérieur et de la recherche auprès du maire de Paris Bertrand Delanoë[2]

De 2011 à mai 2012, appelé par son ami le banquier Mathieu Pigasse, il exerce la fonction de directeur des Inrockuptibles et de directeur de la publication de la version française du Huffington Post,. Il défend alors devant le Conseil supérieur de l'audiovisuel (CSA) le projet de chaîne de télévision numéro 23 visant à mieux exposer les minorités ethniques ou sexuelles, afin que Pascal Houzelot obtienne une fréquence TNT, un partenariat avec les Inrocks étant initialement prévu.
De mai 2012 à juin 2014, il est conseiller, médias et culture auprès du président de la République François Hollande. Il est remplacé par Audrey Azoulay.
Il meurt en février 2020. Il était alors directeur d'Orange Content.

### Vie privée
David Kessler se marie avec Sophie Mesguich-Kessler, professeur d’hébreu à la Sorbonne-Nouvelle et spécialiste de l’histoire de la langue et de la grammaire hébraïque, avec qui il a trois enfants,. Devenu veuf en février 2010, David Kessler se remarie en 2013 avec Cyril Pigot.

## Interventions publiques
En 2011, David Kessler soutient l'action de l'association Isota, qui milite pour le mariage et l'adoption d'enfants par des couples homosexuels.
En février 2012, il est cosignataire avec plusieurs intellectuels et hommes politiques d'un appel intitulé Français juifs et de gauche publié dans le quotidien Libération. Cet appel déplore un « éloignement » qui se serait créé entre « les Français juifs et les forces de gauche ». Plus loin, cet appel avance : « Nous sommes attachés à la défense de l'État d’Israël et à sa démocratie. Nous sommes en désaccord avec la politique actuelle du gouvernement israélien et souhaitons voir se développer aux côtés d’Israël un État palestinien libre et indépendant ».

## Cinéma
- Avant que j'oublie : comédien (le psy).

## Décorations
- Chevalier de l'ordre national du Mérite[2]
- Chevalier de l'ordre des Palmes académiques
- Commandeur de l'ordre des Arts et des Lettres